# Veresa Toma
Veresa Toma (26 augustus 1981) is een voormalige Fijisch voetballer die bij voorkeur als aanvaller speelt.   
Op 6 juli 2002 in de thuis wedstrijd tegen Nieuw-Caledonië maakte Toma zijn debuut voor Fiji voetbalelftal. Toma begon in de basis maar op 90e minuut werd hij gewisseld. Lorima Dau is vervanger. De wedstrijd werd gewonnen met 2-1.  Hij zat in de selectie die deed mee aan het voetbaltoernooi op Oceanisch kampioenschap in 2002 en 2004. Hij heeft 14 wedstrijden gespeeld en 10 doelpunten gemaakt voor zijn nationale ploeg.
Toma beëindigde zijn voetbalcarrière in 2011.